# Utricularia schultesii
Utricularia schultesii este o specie de plante carnivore din genul Utricularia, familia Lentibulariaceae, ordinul Lamiales, descrisă de Fernandez-perez. Conform Catalogue of Life specia Utricularia schultesii nu are subspecii cunoscute.